# エフゲニー・プリゴジン
エフゲニー・ヴィクトロヴィチ・プリゴジン（露: Евге́ний Ви́кторович Приго́жин, ラテン文字表記：Yevgeny Viktorovich Prigozhin, Yevgeniy Vicktorovich Prigozhin, 1961年6月1日 - 2023年8月23日）は、ロシアの実業家、商業軍人。ロシアのオリガルヒの一人であり、ロシア連邦大統領ウラジーミル・プーチンに重用されていた人物。アフリカ、シリア内戦、ウクライナ紛争での戦争犯罪で告発されているロシア支援の傭兵組織「ワグネル・グループ」および2016年アメリカ合衆国大統領選挙におけるロシアの干渉、2018年の中間選挙に関与して告発された3つの企業ネットワークを統括していた。ワグネル・グループの部隊をまとめ指揮する商業軍人（民間軍事会社の創業経営者。※後述される共同創設者兼実質的な管理者はドミトリー・ウトキンである。）としての面も持っていた。
ベリングキャット、ザ・インサイダー、デア・シュピーゲルの調査では、プリゴジンの活動は「ロシア国防省とその諜報機関GRUと緊密に統合されている」という。アメリカ合衆国では、プリゴジンと関連団体は2022年ロシアのウクライナ侵攻による経済制裁と政治干渉による告発の対象である。プリゴジンのレストランやケータリング事業がプーチンの外国の高官との夕食会をもてなしたことから、「プーチンのシェフ（料理人）」とも呼ばれた。
ウクライナ侵攻において、ワグネルの部隊はバフムートの戦いなどに参加。プリコジンは2023年5月には、弾薬補給の不足について、セルゲイ・ショイグ国防大臣とロシア連邦軍のワレリー・ゲラシモフ参謀総長を公然と非難した。同年6月23日にはロシア連邦政府に叛旗を翻し、首都モスクワへ進軍を開始（ワグネルの反乱を参照）。プーチンはこれを「反逆」「裏切り」と非難。25日には、隣国ベラルーシの大統領アレクサンドル・ルカシェンコの仲介で矛を収め、プリゴジンはベラルーシへ亡命することになった。事態の進展によっては、ロシア国民からの支持を受けた革命や、さらには内戦に発展する可能性があった。この反乱はわずか2日で終結したものの、プーチン政権にとって大打撃となった。しかし、その直後から毎日のように更新していたSNSの更新が途絶え、24日夜にロシアのロストフ州を出発して以来スタッフとも連絡が取れず行方不明となったが、27日になってベラルーシに到着した。その後はふたたびロシアに戻ったとされ、詳細な所在は不明となっていたが、7月28日にサンクトペテルブルク内のホテルに滞在しているのが確認された。
2023年8月23日、モスクワ北西部のトヴェリ州で墜落したビジネスジェットの乗客名簿にプリゴジンの名前があり、乗客乗員10人は全員死亡したと報道された（トヴェリ州エンブラエル・レガシー600墜落事故）。

## 出自
1961年6月1日にソビエト連邦レニングラード（現：サンクトペテルブルク）でヴィオレッタ・プリゴジナ（Виолетта Пригожина）のもとに生まれた。陸上競技の全寮制学校ではクロスカントリースキーに打ち込み、1977年に卒業した。
1979年11月にレニングラードで窃盗罪で執行猶予付きの判決を受けた。また、1981年には強盗、詐欺、未成年者を犯罪に巻き込んだとして12年の懲役刑を宣告され、9年間、刑務所で過ごした。刑務所に服役中に通信制大学で化学と薬学（薬科学）の学位の学士と化学と薬学の二つの修士を取得する。この頃に仮出所中に通信制大学の必須科目スクーリングで当時は薬学生だった妻リュボーフィ・プリゴジナ（現在は薬剤師）と知り合う。

## 事業

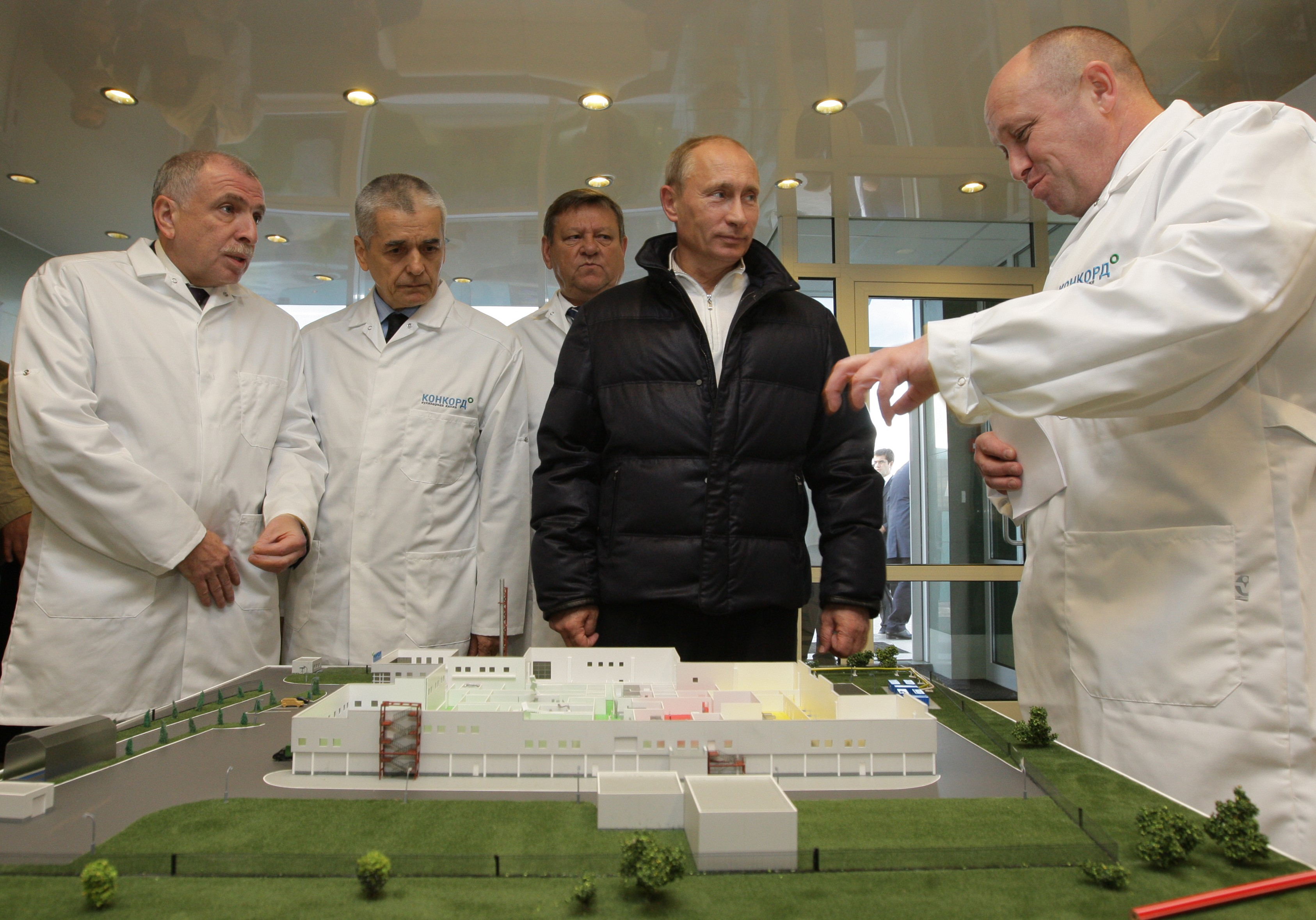
2010年、プリゴジンのケータリング工場を視察するプーチンら。左から、北西連邦管区の大統領特使イリヤ・クレバノフ、ゲンナジー・オニシチェンコ主任衛生検査官、レニングラード州知事ヴァレリー・セルジュコフ、プーチン、プリゴジン。

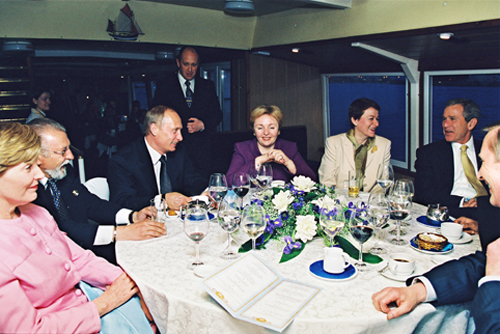
プーチン大統領の後ろに立つプリゴジン。2002年5月25日にサンクトペテルブルクの水上レストラン「ニュー アイランド」でロシアのプーチン大統領と、アメリカ合衆国大統領ジョージ・W・ブッシュをもてなした。

1990年、プリゴジンと継父はホットドッグを販売するネットワークを立ち上げた。程なく『ニューヨーク・タイムズ』のインタビューを受け、「母親が数えきれないほどのルーブルが瞬く間に積み重なった」と語った。また、寄宿学校の同級生ボリス・スペクターによってサンクトペテルブルクで創業された最初の食料品チェーン「コントラスト」の15%の利益共有者、責任者となった。また、イーゴリ・ゴルベンコが創業したスペクトラムCJSC（ЗАО«Спектр»）の最高経営責任者（CEO）としてサンクトペテルブルクに最初のカジノを建て、続いてヴァイキングCJSC（ЗАО «Викинг»）も設立した。1995年に収益が下降し始め、プリゴジンはレストラン事業についてコントラスト社の顧問であるキリル・ジミノフを口説き、二人はサンクトペテルブルクに店舗名を「旧税関」（Старая Таможня）として開業した。フランスの首都パリを流れるセーヌ川の船上レストランに触発され、1997年にプリゴジンとジミノフは40万ドルを掛けてヴャトカ川の錆びたボートを改修し、「ニューアイランド」と呼ばれる水上レストランを始めて、サンクトペテルブルクで最も流行したレストランの一つとなった。後援者の発言で「彼らは生活の中で何か新しいものを見たいと思っていて、彼らはウォッカとカツレツの食事に飽き飽きしていた」とある。2001年、ウラジーミル・プーチンとフランスの大統領が「ニューアイランド」で食事をした時にプリゴジンは個人的に料理を提供した。2002年にはアメリカ合衆国大統領ジョージ・W・ブッシュを迎え、2003年にはプーチンが同レストランで誕生日を祝った。2003年までに、プリゴジンは共同出資者から離れて自身の独立したレストランを設立、プーチンとの親友関係を持ち、明らかに告発を恐れない違法行為をする自由を得ていた。
プリゴジンの会社の一つのコンコルド・ケータリングは、政府契約で学食を提供する事業で何億もの契約をした。2012年にはロシア軍に向けて、1年間あたり12億ドル相当の食事を供給する契約を結んでいる。この利益の一部はインターネット・リサーチ・エージェンシーの立ち上げと資金提供に使用したとされる。
2012年にプリゴジンは家族をバスケットボールコートとヘリコプター発着所付きのサンクトペテルブルクの邸宅に引っ越した。彼はプライベートジェットと約35メートルのヨットを所有している。反汚職財団はプリゴジンを腐敗した商習慣があると非難した。違法に築いた10億ルーブル以上の資産があると推測される。プーチン政権を批判する政治家アレクセイ・ナワリヌイは、プリゴジンが、モスクワの学校に質の悪い学食を供給して赤痢の流行を引き起こした、モスコフスキー・シュコルニク（モスクワの小学生）という会社と関係があったと主張している。
2018年10月のノーヴァヤ・ガゼータによれば、エフゲニー・アルカディエヴィチ・グリャエフはプリゴジンの治安機関の長である。
2019年、「英雄の日」または「祖国の英雄の日」とされる12月11日、コンコルド・ケータリングと同じ電話番号であるMsk LLC（Мск）に、ロシア大統領府があるクレムリンの宴会のために410万ルーブルが支払われている。2018年にはMsk LLCはクレムリンでの同じ晩餐会で大統領府からわずか250万ルーブルしか支払われていなかった。
2023年のワグネルの反乱後、プーチン大統領はプリゴジンの事業に不正がないか調査を開始すると発表した。6月30日にはインターネット・リサーチ・エージェンシーを抱えるメディアグループ・パトリオット傘下企業幹部がグループの閉鎖の方針を発表し、軍はコンコルド・ケータリングとの契約を打ち切った。

## ワグネル・グループ

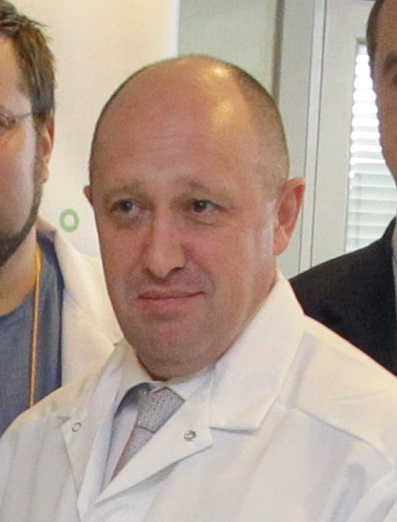
ワグネル・グループのエフゲニー・プリゴジン（2010年）

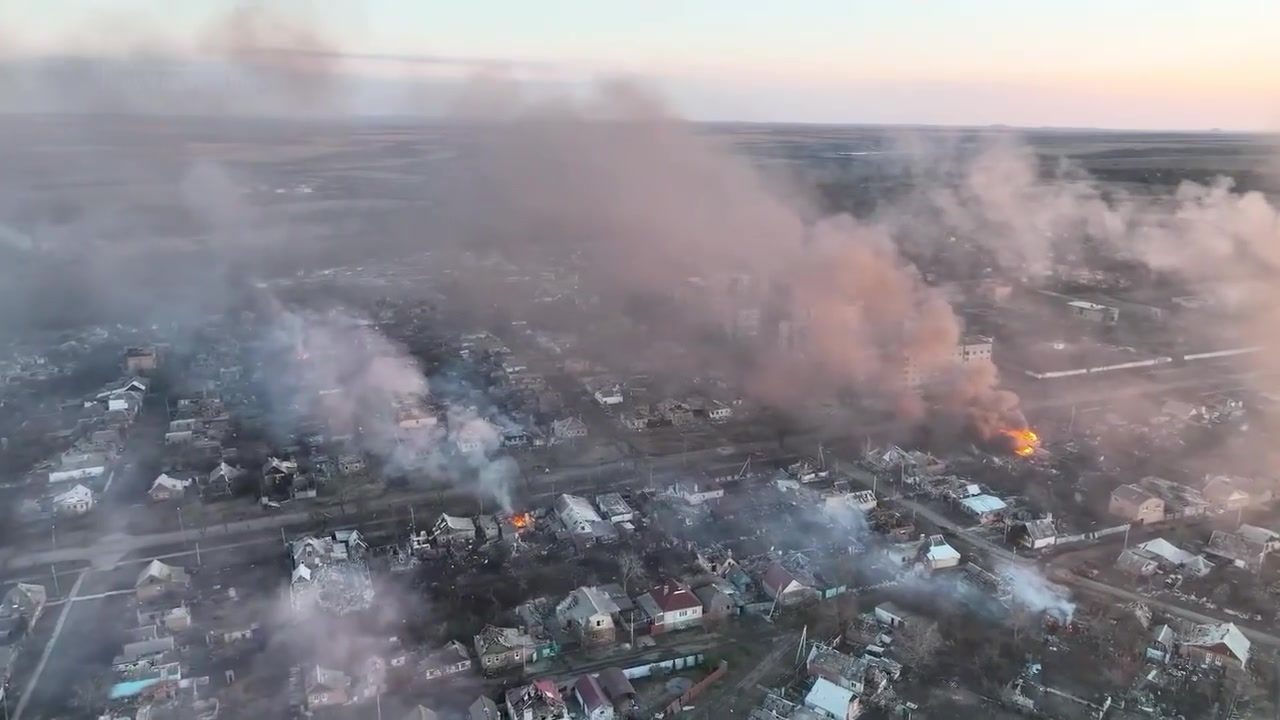
2023年4月のバフムート。2023年4月末、プリゴジンは自軍が1日に約100人を失っていることを明かした。

プリゴジンは2014年にウクライナのドンバス戦争に戦闘員を派遣するために民間軍事請負業者ワグネル・グループを設立。中南米やアフリカ諸国にも傭兵を派遣するなど様々な活動に関わった。2018年2月、ワグネル・グループは内戦下のシリアで、油田の奪取を目標にアメリカ合衆国が支援するクルド人勢力を攻撃したが（ハシャムの戦い）、アメリカ空軍が応戦しワグネルとロシア同盟国は何十人もの死傷者を出している。
『ワシントン・ポストは、プリゴジンが2月7日の攻撃の前にロシアとシリアの軍当局者と緊密に接触していたと報じた。
ワグネルを率いるのは、かつてプリゴジンの治安責任者であったドミトリー・ウトキンである。ウトキンという人物もプリゴジンのコンコルド・マネジメントの事務長として記されている。プリゴジンの母親、ヴィオレッタ・プリゴジナは2011年よりコンコルドの所有者である。コンコルドとプリゴジンはワグネルとの関係を否定したが、2016年11月、同社はロシアのメディアに対し、ワグネル・グループを率いる同じドミトリー・ウトキンがプリゴジンの食品事業を担当していることを認めた。ワグネルはウクライナ東部で親ロシア勢力と共闘しているとも報じられている。
2018年7月、中央アフリカ共和国において、ロシア政府に批判的な報道機関に勤務していた3人のロシア人ジャーナリストが、ワグネル・グループの活動を調査中に殺害された。ロシア政府は2017年10月に中央アフリカ共和国大統領との協力を開始していたが、この情報に対しロシア外務省は、死亡したジャーナリストが公認されずに旅行していたことを強調している。
2022年4月、ロシアのウクライナ侵攻の際、プリゴジンはワグネル・グループのキャンペーンを監督するために個人的にドンバスに出向いたと報じられた。軍服姿のプリゴジンが最前線を視察したロシア下院議員ヴィタリー・ミロノフと共に撮影された写真がある。
同年8月、同グループはロシアで看板広告を使って新メンバーの募集を始めた。元ジャーナリストでグループのオブザーバーであったデニス・コロトコフは、「今や自分たちの存在を隠さないと決心したようだ」と証言した。
同年9月、プリゴジンがウクライナの最前線において、ロシア軍を強化するために囚人を募ろうとスピーチする姿をとらえた動画がTelegramに流出した。プリゴジンは「囚人は刑務所に戻ることはない」と言い、これに不快感を抱く人々に対して「囚人かあなたの子供のどちらかだ、あなたが決めることだ」と言及した。
同月16日、この動画流出を受けて、グラグ・ネットはロシアの全ての囚人に向けて「命を守れ、ひどい罪を背負うな、自分を貶めるな、他人の命を奪うな、老いた独裁者とその共犯者の利益のために自分の命を捧げるな」と呼び掛けた。声明によると、プリゴジンは独裁者プーチンの共犯者かつ組織犯罪グループのメンバーであり、ワグネル・グループはロシア連邦保安庁（FSB）とロシア連邦軍参謀本部情報総局（GRU）の偽装組織であるという。プリゴジンはFSBとロシア連邦刑執行庁（FSIN）の複数の将官と大佐の支援を受け、ロシアの高セキュリティの刑務所数十箇所から囚人を募集し、ワグネル・グループのもとに組織したとしている。
同月26日、プリゴジンが経営するコンコルド社のフコンタクテが、プリゴジンがワグネル・グループの所有者であることを明らかにした。それによると、2014年にロシア人を保護するグループのメンバーを募集するとともに、武器や装備を揃え、助力してくれる専門家を探し、同年5月1日に愛国者集団を創立した。彼らは、ウクライナ東部で親ロシア派が樹立を宣言したルガンスク人民共和国およびドネツク人民共和国の運命を根本的に変え、シリアやアラブ諸国、アフリカ人やラテンアメリカ人を守る英雄たちだとしている。
同年11月1日、「戦争の武器として、民間人に対するテロを使用することで故意に危害や苦痛を与えた」として、イギリスの法律事務所がウクライナ人に代わり、プリゴジンとワグネル・グループに対してイギリスで訴訟を起こしたことが報じられた。
組織犯罪および腐敗報道プロジェクト（OCCRP）は、プリゴジンを「2022年の汚職者」に指名した。プリゴジンは国家の指導者ではなく、政権のポストを歴任していない。ワグネル・グループの経営者として世界各地の紛争でテロを扇動し、深刻な人権侵害を行った責任を負う腐敗した個人である。それがロシア政府によって免責されているということは、新しいタイプの役人の出現を意味するとしている。
2023年5月頃より、ウクライナ侵攻でのバフムート攻防戦を巡り、ロシア軍との確執が深刻化。ジョイグ国防相やゲラシモフ参謀総長の名を挙げて弾薬不足を公然と非難するなどした。これに対しプーチン大統領は、「もし戦線を勝手に離脱したら反逆罪に問う」としたものの軍指導部への批判は黙認した。この背景には、都市部の制圧という最も困難な作戦をワグネルに依存しているためである。プリゴジンは、財閥や富裕層、エリートらを「第五列」と批判。また、プリゴジンはウクライナ軍情報機関とも接触し、「バフムトから撤退するならロシア軍の位置情報を教える」と持ち掛けていたなどとも『ワシントンポスト』にて報道された。
2023年6月のワグネルの反乱後、2022年11月より本社としていたサンクトペテルブルクの社屋は引き払われた。

## インターネット・リサーチ・エージェンシー
プリゴジンはインターネット・リサーチ・エージェンシー・リミテッド（Агентство интернет-исследований）と称する会社を含む企業ネットワークに資金提供し、管理したとされ、コンコルド・マネジメント・アンド・コンサルティングと他の1つの関連会社コンコルド・グループ子会社（LLC Megaline（合同会社メガライン）かも含まれる。この3社は、2016年アメリカ合衆国大統領選挙におけるロシアの干渉、ロシア国外の政治イベントやその他の活動に対する、いわゆる荒らしで影響を与えたとして告発されている。
ロシアのジャーナリスト、アンドレイ・ソシニコフは、ロシアの若者の政治コミュニティに参加していたアレクセイ・ソスコヴェツが、オルジーノのインターネット・リサーチの事務所と直接の関係があると報じた。ソスコヴェツの会社、ノースウェスタン・サービス・エージェンシーは、サンクトペテルブルク当局のために祝賀会、フォーラム、スポーツ大会を組織するための17または18の契約（情報源によって異なる）を獲得した。この会社はこれらの入札の半分の唯一の参加者だった。2013年の夏、代理店はセリガーキャンプ（現在は連邦青年局主催）の参加者に貨物サービスを提供するための入札を獲得していた。

### 他事業
作家のドミトリー・ビコフと、当時のRIAノーボスチの社長スヴェトラーナ・ミロニュクを巻き込んだ2013年の反体制派に対するキャンペーンでは、フェイクニュースと戦っていると主張するホームページ（ガゼータ・オ・ガゼータ）がフェイクニュースを広めるために使用されていた。

## 国際的制裁
2016年12月、アメリカ合衆国財務省は大統領令13661に従い、ロシア連邦の高官に支援を提供したことに対する制裁対象にプリゴジンを指名した。
また2017年6月には、ウクライナ東部での戦争に関連し、プリゴジンの会社の一つであるコンコルド・マネジメント・アンド・コンサルティングにアメリカの制裁が課された。
2018年1月、アメリカ財務省はエブロ・ポリス社を制裁対象に指定した。エブロ・ポリスは、シリア政府との契約で油田からの石油・天然ガス生産の25%の供給を得て、油田を保護している。同社はプリゴジンによって所有または管理されていると指定された。制裁は、アメリカ人所有または管理下、またはアメリカ国内で指定された人物の財産または財産権の禁止を要求している。加えて、これらの人物（企業を含む）が関与するアメリカ人による取引は一般的に禁止されている。
2019年9月、さらに3つのプリゴジンの企業（Autolex Transport、Beratex Group、Linburg Industries）が、2016年のアメリカ大統領選挙におけるロシアの干渉に関与して制裁を受けた。
2022年2月、インターネット・リサーチ・エージェンシーは偽情報で世論操作を実施、「ウクライナの領土保全、主権、独立性を損ない脅かす行動を積極的に支援している」として、欧州連合（EU）の制裁リストに追加された。

## アメリカの刑事告発
2018年2月16日、アメリカ連邦大陪審によってプリゴジンのインターネット・リサーチ・エージェンシー、コンコルド・マネジメント、別の関連会社、その他のロシア人個人が起訴された。2016年の大統領選挙を含むアメリカの政治および選挙プロセスへの干渉、および個人情報の盗難を含むその他犯罪が目的の資金提供、および組織的活動が理由である。2021年2月には連邦捜査局（FBI）は指名手配リストにプリゴジンを追加し、その一年後にはロシアのウクライナ侵攻によって査証（ビザ）の制限を課し、妻、息子、娘を含むプリゴジンの資産を凍結した。また2022年7月には、アメリカ合衆国国務省がプリゴジンとインターネットリサーチエージェンシー、および2016年のアメリカの選挙干渉に関与した他の団体に関する情報に対し、最大1,000万ドルの報酬を提供するとした。なおプリゴジン自身は2022年11月にフコンタクテへの投稿でアメリカの選挙に干渉したこと自体は認めているが、詳細は明らかにしていない。

## アフリカの権益
プリゴジンは2018年、特にマダガスカルと中央アフリカ共和国からワグネル・グループの100人から200人の政治顧問と傭兵を通じて多額の利益を得ていた。コンゴ民主共和国、アンゴラ、セネガル、ルワンダ、スーダン、リビア、ギニア、ギニアビサウ、ザンビア、ジンバブエ、ケニア、カメルーン、コートジボワール、モザンビーク、ナイジェリア、チャド、南スーダン、 そして南アフリカ共和国といった国々も含まれていた。この「アフリカ拡大」はピョートル・ビシュコフ（Петр Александрович Бычков）が調整を担当している。2018年4月20日の『コメルサント』記事によると、ヤロスロフ・イグナトフスキー（Ярослав Ринатович Игнатовский; 1983年生まれ、レニングラード）はポリトゲン（Политген）を率いて、アフリカでプリゴジンに"荒らし"事業の取り組みを提供、指揮した政治戦略家である。

### 中央アフリカ共和国
中央アフリカ共和国のロバイエ県南西部と首都バンギ西部では、プリゴジンの関連会社であるロバイエ・インベストメントが2018年初頭からダイヤモンド、金、その他の鉱物の採掘業を始めている。2017年秋にソチでセルゲイ・ラブロフと、2018年6月にはサンクトペテルブルクでウラジーミル・プーチンと会談した後、中央アフリカ共和国のトゥアデラ大統領は、2018年1月、バンギの南西60キロにあるベレンゴのボバンギ近く、ジャン＝ベデル・ボカサの旧宮殿で、国家安全保障顧問ヴァレリー・ザハロフ（Валерий Захаров）と会談しロシアの軍事顧問5人と請負業者170人（ワグネル・グループ）の労働許可を与え、同国におけるロシアの影響力を高めた。2017年12月以来、キンバリー・プロセス制度は共和国の南西部でダイヤモンドを採掘することを許可している。最高業務責任者のエフゲニー・ホドトフ（Евгений Ходото）の下で、トゥアデラ大統領の警護に関わるセワ・セキュリティーサービス、そしてロバイエ・インベストメントは、ドミトリー・シティ（Дмитрий Сытый）によってM-Investを通じて設立され、プリゴジンによって設立されたM-Financeの子会社である。
2018年7月31日の夜、ミハイル・ホドルコフスキー後援の捜査管理センター（SDG、Центр управления расследованиями 《ЦУР》）はロシア人ジャーナリスト、アレクサンドル・ラストルゲフ（Александр Расторгуев）、オルハン・ジェマル（Орхан Джемаль）、キリル・ラドチェンコ（Кирилл Радченко）の3人を近日公開予定の軍事会社に関する映画のために送ったが、ロバイエ・インベストメントの作戦と、共和国の東にありロシアが権益を有するンダッシマ金鉱の調査中、シブツの北において殺害された。2019年4月15日、プーチンはロバイエ・インベストメントの利益を支援するため、国連使命の一環として30人のロシア兵を派遣した。2020年12月18日から、重火器装備の数百人のロシア兵が、ルワンダからの部隊のバンギへの攻撃を支援した。2021年5月27日、道路脇の爆弾が爆発、3人のロシア人が死亡した。ドイチェ・ヴェレによると、2012年から2021年5月にかけて、推定800人から2,000人のロシア人傭兵が中央アフリカ共和国で戦闘に就いたという。

### スーダン
2019年2月26日、Current Time TVはプリコジンがスーダンで活動している企業に関係していることに言及した。プリコジンが所有しスーダンで事業を運営しているM Invest社の代表ミハイル・ポテプキンは、メドベージェフ首相とスーダンのオマンバシル大統領とソチでの会談に同席していたという。ポテプキンはナーシの元コミッショナーで、2007年に「ウクライナ・ファシズム反対行進」を行い、2015年にはヨーロッパのネオナチを集めた国際ロシア保守フォーラムにに参加している。この調査結果から、プリコジンの会社はアメリカから制裁を受けることとなった。
2022年11月2日、組織犯罪と汚職報道プロジェクト（OCCRP）はプリコジンやワグネル・グループとスーダンの軍事情報機関が経営する警備会社との繋がりについて、ル・モンドと提携しての調査結果を発表した。記事によると、M Invest社は、スーダンの軍事情報機関が運営する警備会社（Aswar）に、「警備サービス」とビザ処理のために数百万ドルを支払うことに同意した。Aswarは武器供給・スーダンの軍用機でロシア人のために飛行を手配する契約も結んでおり、武器供給や空軍基地を使用する権利を与えられていた。スーダン政府は、M Invest社の子会社に金の採掘権や金鉱の探査権、金廃棄物処理のライセンスを付与するなどの優遇をしていたという。

## 2019年のマリア・ブティナへの財政支援
2019年5月、ロシアの政治家であり外国のエージェントとしてアメリカで起訴されているマリア・ブティナは弁護士費用の支払いに協力を訴えた。2019年2月、ブティナの父親であるヴァレリー・ブティン（Валерий Бутин）はイズベスチヤ紙に、アメリカの弁護士に4000万ルーブル（65万9000$US）の借金があると語った。ペトル・ビシュコフが管理するプリゴジンの国家価値保護基金（Фонд защиты национальных ценностей）を通じ、マリア・ブティナの弁護費用に500万ルーブルが寄付された。彼女はコンスタンチン・ニコラエフを通してイーゴリ・レヴィチンから弁護費用を受け取っていなかった。

## サイフ・カダフィへの財政支援
2020年3月にプリゴジンが、打倒されたリビアの指導者カダフィ大佐の息子であるサイフ・カダフィを2019年の大統領選に当選を画策、財政支援したことが明るみに出た。

## 2022年ロシアのウクライナ侵攻
2022年ロシアのウクライナ侵攻では、ワグネルもロシア軍ととともにウクライナ領内で交戦することとなった。ワグネルはバフムートの戦いを通じてロシア側の支配地域の拡大に貢献するが、弾薬などの支援は不十分であった。

### 発言
2022年にロシアが始めたウクライナへの侵略戦争では、ロシア兵のリーダー的存在となる。
2023年5月、弾薬不足で国防省や正規軍を非難したことに続き、同月下旬のインタビューでは、政府要人子弟の兵役逃れに言及し、「エリート官僚のクズどもよ! お前らの子どもを戦場に連れてこい! 子どもが死んだら葬式に出して埋葬しろ。それで市民は納得するさ」「このままでは、ロシア革命がまた起こる。まず兵士たちが立ち上がり、その家族たちが立ち上がる」などと発言。戦況に悲観的な見方を示した。ワグネルの兵士2万人以上の死亡を明かすとともに、「われわれは、ウクライナを非武装化しようとした。結果は逆だ。ヤツらを武装集団に変えてしまった。今のウクライナ軍は最強だ!」と語った。このように、ロシア国内での発言の権力が増した。5月25日には、バフムトから撤退を始めたと発表した{{リンク切れ}}。

## ワグネルの反乱
2023年4月下旬、業を煮やしたプリゴジンは、ロシア国防省にバフムートからの撤退をちらつかせながら支援を働きかけを行うようになり、それが通じないと判断すると、自らメディアに登場してロシア国防省幹部を罵り前線から後退するロシア軍を批判した。2023年5月11日、国防省がワグナー所属の傭兵に対し直接契約を要請したことに強く反発し、両者の関係は決定的に悪化。6月23日には部隊を引き連れて一部のロシア軍基地を掌握、首都モスクワへ進軍するという行動を起こすに至った。これに対しプーチンは処罰を下すと厳しい姿勢で臨んだがベラルーシのルカシェンコ大統領の介入もあり進軍は中止、プリゴジンはベラルーシへ事実上亡命しプーチンも処罰を行わないと方針を転換した。その後、プリゴジンの行方は一時不明となったが6月27日になってベラルーシのマチュリシチ空軍基地に到着した。
しかし7月6日にはルカシェンコ大統領がプリゴジンはサンクトペテルブルクにいると発言し、7月11日にはロシア政府が「6月29日にプリゴジンとプーチン大統領が会談した」ことを発表している。
その後、ロシアの独立系メディアなどがプーチン大統領がプリゴジンの暗殺指令を出したと報じる。一時、死亡説も流れたが、7月28日にロシア外務省管轄のロシア文化センター所長のSNSが公開した写真によって安否が確認された。一方でプーチンの側近であるニコライ・パトルシェフ安全保障会議書記は事件の発生する前よりプリゴジンの影響力が高まっていることを警告しており、この反乱を排除の好機と捉え、後述の墜落事故を承認し暗殺したとも報じられている。

## 墜落事故による死亡
2023年8月23日、モスクワ北西部のトベリ州で墜落したビジネスジェットの乗客名簿にプリゴジンの名前があり、乗客乗員10名は全員死亡したと報道された。ワグネルに近いテレグラムチャンネル「グレーゾーン」は、地対空ミサイルが発射された痕跡があると報道している。
同事故の直後、ロシア国防省およびロシア大統領府（クレムリン）からはコメントは出なかったが、アメリカのバイデン大統領は「実際に何が起きたか分からないが、驚かない」とし、「ロシアで起きることで、プーチンが関与していないことはあまりないようだ」という考えを示した。
同年8月27日、ロシア当局は遺体のDNA鑑定を行いプリゴジンの死亡が確認されたと発表。同年8月29日、警戒態勢が敷かれる中、出身地のサンクトペテルブルクで密葬が執り行われ、同市北東の郊外にある墓地に埋葬された。

## 報道・言論への弾圧
プリゴジンは、2016年以来、ヤンデックス、Google、Mail.ruを相手どった訴訟をするなどして、自身に関する記事（『オリギノのトロール工場』と呼ばれるインターネット・リサーチ・エージェンシーや国防省との関係）を検索結果から削除するよう要求していた。また独立系メディアや野党政治家に対して、繰り返し訴訟を起こした。2021年5月、モスクワ市裁判所は 、2016年に公開された記事を削除し、補償として8万ルーブルを支払うよう独立系ニュースサイト・メドゥーザに命じた。また、アレクセイ・ナワリヌイと汚職防止財団に対するプリゴジンによるいくつかの訴訟によると、裁判所は200万ルーブル以上を回収することを決定。
2020年7月18日のモスクワのこだまの放送で、アレクセイ・ヴェネディクトフがプリゴジンを「ワグネル・グループの所有者」と呼んだとして訴訟を起こした。2021年11月、訴訟におけるプリゴジンの要求に反論したとして、言語学者イリーナ・レボンティーナを「違法行為」で非難し、検察庁に苦情を入れている。
2022年1月、「忘れられる権利」のため、ヤンデックスから自身とワグネル・グループに関する調査記事へのリンクを削除した。

## 私生活
プリゴジンは薬剤師のリュボーフィ・ヴァレンティノヴナ・プリゴジナと結婚している。彼女はサンクトペテルブルクにチョコレート博物館（Музей шоколада）として知られるブティックのネットワークを所有している。2012年、彼女は最初の「ラグジュアリー・デイスパ」を開業し、2013年の国際賞「パーフェクトSPA」において店舗「クリスタルスパ&ラウンジ」がパーフェクトアーバンデイスパで3位を受賞している。サンクトペテルブルクのジューコフスキー通り沿いにある彼女の「クリスタル・スパ&ラウンジ」はヴァレリー・ウヴァロフからデザイン支援を受けた。彼女はレニングラード地方にウェルネスセンターとクリスタル・スパ&レジデンスというブティックホテルを所有しており、2013年にパーフェクト・スパ・プロジェクト賞を受賞している。そして、サンクトペテルブルクのセストロレツク、クロルトニー地区のラフタ公園のグラニチナヤ通りのプロット1に位置するニューテクノロジーズSPA LLC（Новые технологии СПА）をも所有している。また、アガット（Агат）の法的所有者でもある。2022年、プリゴジナはウクライナ領土の保全を侵害する夫の活動に関連し、欧州連合から制裁を受けた。
二人には娘のポリーナがいる。
母親のヴィオレッタ・プリゴジナは元教師で医師であり、2011年からはコンコルド・マネジメント・アンド・コンサルティングLLC（Конкорд менеджмент и консалтинг）、2010年からはエタロンLLC（Эталон）、2011年からクレドLLC（Кредо）の法的所有者である。ラフタ近郊のプリゴジンの「ベイ・オブ・アイランズ」プロジェクト（Залив островов）はシンガー・デベロップメントLLC（Зингер-Девелопмент）によって開発されており、2018年1月現在、ヴィオレッタ・プリゴジナのエタロンLLCと同じ電話番号を持つ。プリゴジナはウクライナ領土の保全を侵害する息子の活動に関連し、欧州連合から制裁を受けた。
反乱後の7月にはロシア国営放送などにおいてプリゴジンの豪邸に家宅捜索が行われる様子が放映され、ジェットバスやヘリポートなどが公開されている。
ロシアの独立系調査メディア「プロエクト」によれば、数年前から胃がんを患っており、既に胃と腸を摘出しており、毎日の献立を厳格に管理され、刺激的なものは厳禁で、レモネードを1杯口にする程度、とも伝えている。このような健康問題を抱えていたことも、上述の反乱に至った動機の一因ではないかと考えられている。